# 会者定離
会者定離（えしゃじょうり）は、日本の諺。出典は遺教経。

## 由来
仏典のひとつである遺教経の文章が原典（但し、原文は「世皆無常会必有離」。読み下し：世は皆無常なり。会うものは必ず離るること有り。）。
日本では四字熟語として有名だが、本来は「生者必滅会者定離」でひとつの意味をなしている。命あるものは必ず死に、出会った者は必ず別れることになるという意味。

## 類句
- 会うは別れの始め
- 合わせ物は離れ物
- The first breath is the beginning of death.（英語、産声は死の始まりの意）
- Sic transit gloria mundi. (羅語、この世の栄誉はこう去るの意)
- גם זה יעבור (ヘブライ語、之も去るの意。ソロモンの名言)

## 関連事項
- 弓道（弓道における「射法八節」のうち、会、離れはこの言葉に由来する）